# Forma quadràtica
Una forma quadràtica (real) és un polinomi homogeni de grau dos que involucra {\displaystyle n} variables {\displaystyle x_{1},\dots ,x_{n}} :
{\displaystyle Q(x_{1},x_{2},\ldots ,x_{n})=\sum _{i=1}^{n}\sum _{j=1}^{n}A_{i\,j}\,x_{i}\,x_{j},}
on {\displaystyle A_{ij}\in \mathbb {R} ,\ i,j=1,\dots n}.

Les formes quadràtiques d'una, dues i tres variables són:
{\displaystyle Q(x)=ax^{2},}
{\displaystyle Q(x,y)=ax^{2}+by^{2}+cxy,}
{\displaystyle Q(x,y,z)=ax^{2}+by^{2}+cz^{2}+dxy+exz+fyz.}

Per exemple, la distància entre dos punts en l'espai euclidià es troba amb l'arrel quadrada d'una forma quadràtica que conté sis variables: les tres coordenades espacials dels dos punts:
{\displaystyle d^{2}(p,q)=(x_{p}-x_{q})^{2}+(y_{p}-y_{q})^{2}+(z_{p}-z_{q})^{2}=x_{p}^{2}+x_{q}^{2}-2x_{p}x_{q}+y_{p}^{2}+y_{q}^{2}-2y_{p}y_{q}+z_{p}^{2}+z_{q}^{2}-2z_{p}z_{q}.}

## Notació matricial
Seguint els convenis de l'Àlgebra lineal, escriurem els vectors en columna:
{\displaystyle {\boldsymbol {x}}=(x_{1},\dots ,x_{n})^{\rm {T}}}, on No s'ha pogut entendre (MathML amb SVG o PNG alternatiu (recomanat per a navegadors moderns i eines d'accessibilitat): Resposta invàlida («Math extension cannot connect to Restbase.») del servidor «http://localhost:6011/ca.wikipedia.org/v1/»:): {\displaystyle \boldsymbol V^{\rm T}}
 és la transposada de la matriu o del vector {\displaystyle {\boldsymbol {V}}}. Considerem la matriu {\displaystyle {\boldsymbol {A}}={\big (}A_{ij}{\big )}_{i=1,\dots ,n \atop j=1,\dots ,n}.} Aleshores, la forma quadràtica s'escriu
{\displaystyle Q({\boldsymbol {x}})={\boldsymbol {x}}^{\rm {T}}{\boldsymbol {A}}{\boldsymbol {x}}.}

Definim la matriu {\displaystyle {\boldsymbol {B}}={\Big (}(A_{ij}+A_{ji})/2{\Big )}_{i=1,\dots ,n \atop j=1,\dots ,n}={\frac {1}{2}}{\big (}A+A^{\rm {T}}),}Aquesta matriu és simètrica i es compleix que {\displaystyle Q({\boldsymbol {x}})={\boldsymbol {x}}^{\rm {T}}{\boldsymbol {B}}{\boldsymbol {x}}.}Per tant, sense pèrdua de generalitat, en moltes situacions es pot suposar que la matriu associada a una forma quadràtica (real) és simètrica.

## Situacions més generals
Per veure la definició de formes quadràtiques en situacions més generals, vegeu, per exemple Queysanne (1971:cap. 15).